# Difteria
Difteria é uma infeção causada pela bactéria Corynebacterium diphtheriae. Os sinais e sintomas variam entre ligeiros e graves. Geralmente começam-se a manifestar dois a cinco dias após a exposição à bactéria. Em muitos casos, os sintomas começam-se a manifestar de forma gradual, começando com inflamação da garganta e febre. Em casos graves, desenvolve-se na garganta uma membrana característica branca ou cinzenta. Esta membrana pode impedir a passagem de ar e está na origem de uma tosse característica. O pescoço pode também encontrar-se inchado devido ao aumento de volume dos gânglios linfáticos. Existem também formas de difteria que afetam a pele, olhos ou órgãos genitais. Entre as possíveis complicações estão a miocardite, inflamação dos nervos, proteinúria e hemorragias resultantes da diminuição do número de plaquetas no sangue. A miocardite pode causar arritmias cardíacas e a inflamação dos nervos pode causar paralisia.
A difteria é geralmente transmitida entre pessoas por contacto direto ou através do ar. No entanto, pode também ser transmitida através de objetos contaminados. Algumas pessoas são portadoras da bactéria sem manifestar sintomas, embora sejam igualmente capazes de transmitir a doença a outras pessoas. Os três principais tipos de C. diphtheriae causam diferentes níveis de gravidade da doença. Os sintomas são causados por uma toxina produzida pela bactéria. O diagnóstico é suspeito mediante observação da garganta, podendo ser confirmado com cultura microbiológica. Ter contraído uma infeção pode não garantir imunidade contra novas infeções.
A vacina contra a difteria é eficaz na prevenção da doença e está disponível numa série de formulações. Durante a infância é recomendada a administração de três ou quatro doses, a par da vacina contra o tétano e da vacina contra a tosse convulsa. É também recomendado que seja feito o reforço da vacina difteria-tétano e cada dez anos. A proteção pode ser confirmada medindo a quantidade de antitoxinas no sangue. A difteria pode ser tratada com os antibióticos eritromicina ou benzilpenicilina. Estes antibióticos podem também ser usados de forma preventiva em pessoas expostas à infeção. Nos casos mais graves pode ser necessária a realização de uma traqueotomia para desobstruir as vias aéreas.
Em 2015 foram reportados oficialmente 4500 casos da doença em todo o mundo, uma diminuição significativa em relação aos 100 000 casos em 1980. Estima-se que antes da década de 1980 ocorressem cerca de um milhão de casos por ano. Atualmente, os locais onde a difteria ainda é comum são a África subsariana, Índia e Indonésia. Em 2015, a difteria foi a causa de 2100 mortes, uma diminuição em relação às 8000 em 1990. Em regiões do mundo onde ainda é comum, as crianças são o grupo etário mais afetado. Com a introdução generalizada da vacina nos planos de vacinação, a doença é atualmente rara em países desenvolvidos. Nos Estados Unidos registaram-se apenas 57 casos entre 1980 e 2004. Entre 5% e 10% dos casos resultam em morte. A doença foi descrita pela primeira vez por Hipócrates no século V. A bactéria responsável foi identificada por Edwin Klebs em 1882.

## Sinais e sintomas
Alguns dos sintomas comunsː
- Dor e inflamação de garganta;
- Febre de 38 a 40 °C;
- Dificuldade de respirar;
- Tosse;
- Cansaço;
- Catarro;
- Manchas vermelhas na pele;
- Dificuldade e dor ao engolir;
- Dor de cabeça;
- Náusea.

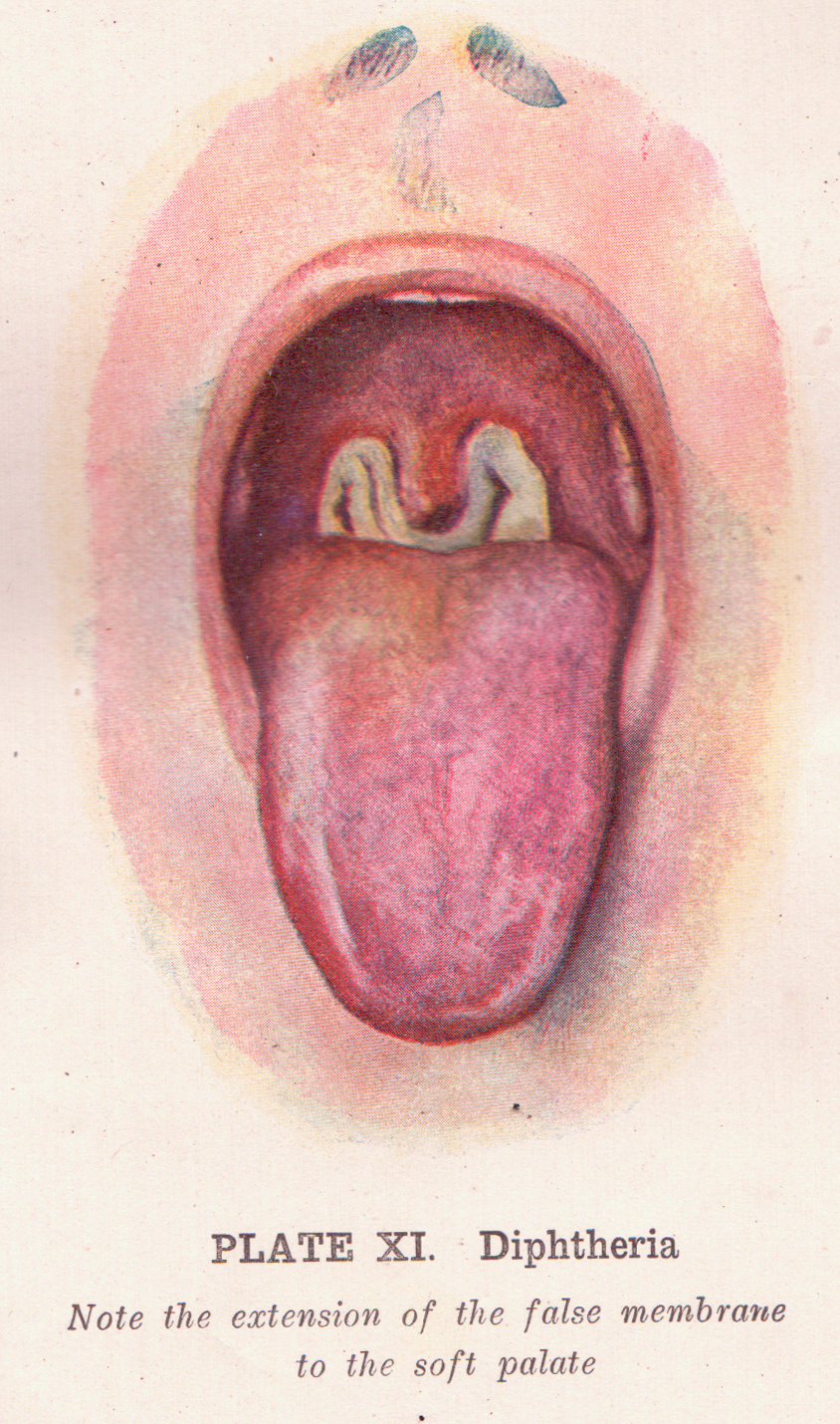
Membranas branco-acinzentadas e firmes na garganta são o principal sinal de difteria.

Os gânglios linfáticos regionais (no pescoço) ficam muito inchados, causando chiado na respiração e os sintomas agravam a noite. Caso não seja tratada em poucos dias as toxinas da bactéria podem causar asfixia, problemas cardíacos, neurológicos e renais.

## Causa

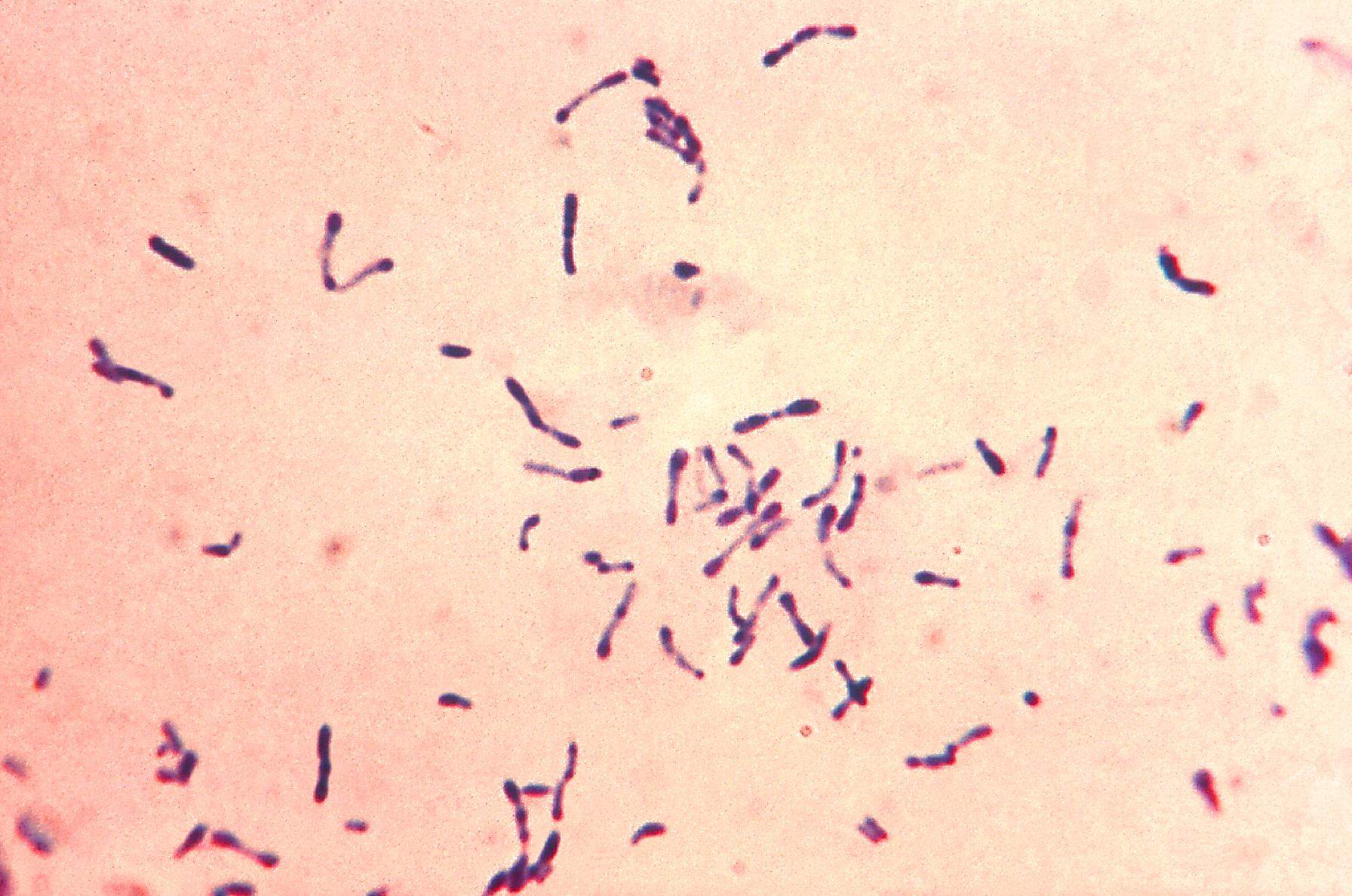
Corynebacterium diphteriae

A Corynebacterium diphteriæ é uma bactéria com formas pleomórficas bacilares Gram-positivas, agrupando-se em configurações semelhantes a "caracteres chineses".
A Corynebacterium diphteriæ não é invasiva e limita-se à multiplicação local na faringe. Contudo, a doença tem efeitos sistêmicos potencialmente mortais, devido à produção e disseminação pelo sangue da sua poderosa toxina da difteria. Só as bactérias que estiverem elas próprias infectadas por um fago, que contém o gene da toxina, podem produzi-la e, portanto, causar a doença. A toxina é do tipo AB. A região B é específica para um receptor membranar existente nas células alvo, provocando após acoplagem a internalização da toxina por endocitose. A região A tem a atividade tóxica propriamente dita: ela bloqueia irreversivelmente o sistema da síntese de novas proteínas (tem atividade de ADP ribosil transferase, ribosila o fator de elongação EEF2, impedindo a tradução no ribossoma), o que inevitavelmente provoca a morte celular.
A bactéria localiza-se nas vias aéreas superiores, formando-se na orofaringe a placa diftérica (pseudomembrana) que se apresenta com coloração branco-acinzentado / branco-amarelada, recobrindo inclusive as amígdalas. A infecção pode estender-se às fossas nasais, laringe, traqueia e brônquios.

### Transmissão
A transmissão dá-se por gotículas de saliva na tosse, espirro ou ao falar com a pessoa doente ou do portador com pessoa suscetível ou por contato com a pele contaminada. Muitos dos portadores não têm sintomas e passam a bactéria adiante sem saber. A transmissão aumenta em épocas frias e de chuvas, quando as pessoas se aglomeram mais.
O período de incubação é de três a cinco dias. A Corynebacterium diphteriae coloniza inicialmente as amígdalas (tônsilas) e a faringe, onde se multiplica desenvolvendo-se uma pseudomembrana de pus visível no fundo da boca dos indivíduos afectados. Também pode infectar o nariz, e a conjunctiva, assim como raramente, feridas noutras localizações. É uma possibilidade preocupante que a pseudomembrana, devido suas exotoxinas e endotoxianas, provoca uma inflamação localizada desenvolvendo um edema maciço da mucosa e provocando obstrução, fato denominado pescoço de touro, o que impede o lúmen do tubo respiratório, levando à asfixia, o que não é raro em crianças pequenas.
A produção da toxina e sua liberação sanguínea levam à morte celular, principalmente nos órgãos de alta perfusão, como fígado, rins, glândulas adrenais, coração, e nervos. Os órgãos afectados podem ficar insuficientes (com risco de morte) e os órgãos inervados por nervos paralisados. Sintomas da intoxicação sistémica podem incluir cardiomiopatia, hipotensão, paralisia de músculos e de nervos sensitivos.

## Diagnóstico
Na imensa maioria das vezes é feito apenas clinicamente ou por amostra de catarro ou de sangue.
A cultura e observação microscópica e através de testes bioquímicos do patogénio recolhidos de amostras do catarro podem ser usadas na confirmação. Não é recomendado romper a membrana, pois isso espalha as toxinas e agrava os sintomas.
Faz-se também por identificação da toxina, através do teste de Elek. Este teste consiste numa reação de imunodifusão (identificação da toxina no soro do doente através de anticorpos exógenos específicos para a toxina), além do teste de suscetibilidade imunológica à toxina pelo teste intradérmico de Schick.

## Prevenção
A prevenção, através de vacina contra a difteria, evita o surgimento da doença, que se tornou rara nos países com sistemas de vacinação eficientes. A vacina consiste na administração de toxoide, um análogo da toxina sem funções tóxicas. O sistema imunológico reage produzindo plasmócitos produtores de anticorpos contra o toxoide, e são geradas células de memória, que caso a doença surja no futuro se diferenciam rapidamente em inúmeros plasmócitos que destroem a toxina e o invasor antes que os sintomas e danos surjam.
O esquema básico de vacinação na infância brasileiro é feito com três doses da vacina tetravalente DTP+Hib (Difteria, tétano, coqueluche e meningite) aplicada nas nádegas ou na coxa. A primeira dose é oferecida à criança com dois meses de vida, a segunda com quatro meses e a terceira quando a criança completar seis meses. É essencial que o primeiro reforço seja feito com a DTP aos 15 meses e o outro entre quatro e seis anos de idade para ser eficiente. Depois dessas doses o reforço deve ser tomado de 10 em 10 anos.

## Tratamento

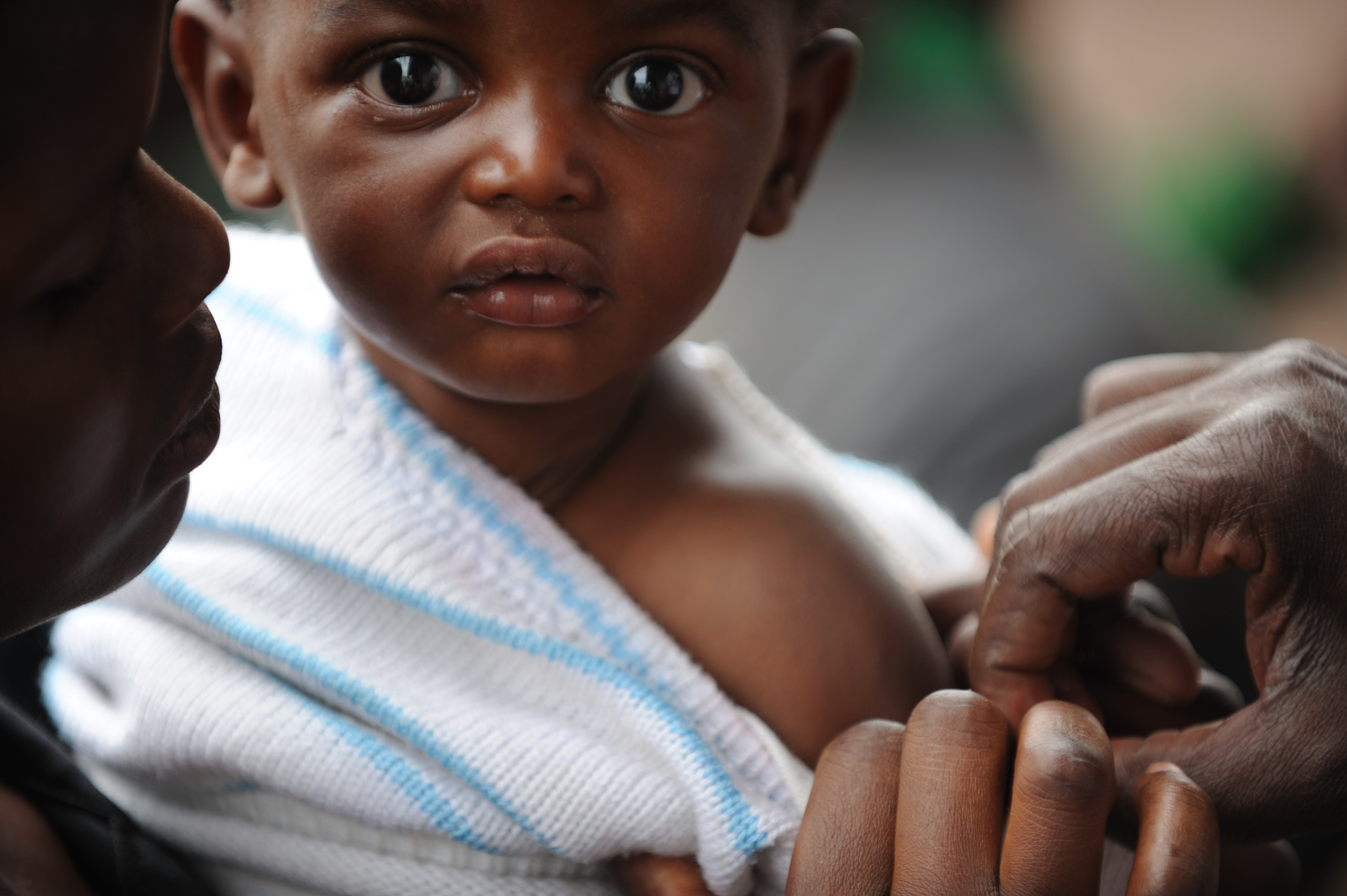
A vacina pode causar febre baixa e cansaço inofensivos, mas protege a criança por dez anos de quatro doenças perigosas.

Em casos mais severos de difteria os nódulos linfáticos no pescoço podem inchar, e fica difícil respirar e engolir. Pessoas nesse estágio devem procurar ajuda médica imediatamente, uma vez que a obstrução da garganta pode requerer traqueotomia. Ainda, uma elevação na frequência de batimentos do coração pode causar parada cardíaca. Difteria também pode causar paralisia nos olhos, pescoço, garganta ou músculos do aparelho respiratório.
Se há obstrução do canal respiratório pelo exudado, deve-se fazer traqueostomia (incisão de canal da traqueia para o exterior) de emergência.
Em doentes, administra-se antídoto, que é constituído por anticorpos recombinantes (produzidos em leveduras) humanos, que inativam a toxina no sangue. São também usados antibióticos, especialmente penicilina e eritromicina, para destruir as bactérias produtoras da toxina.

## História

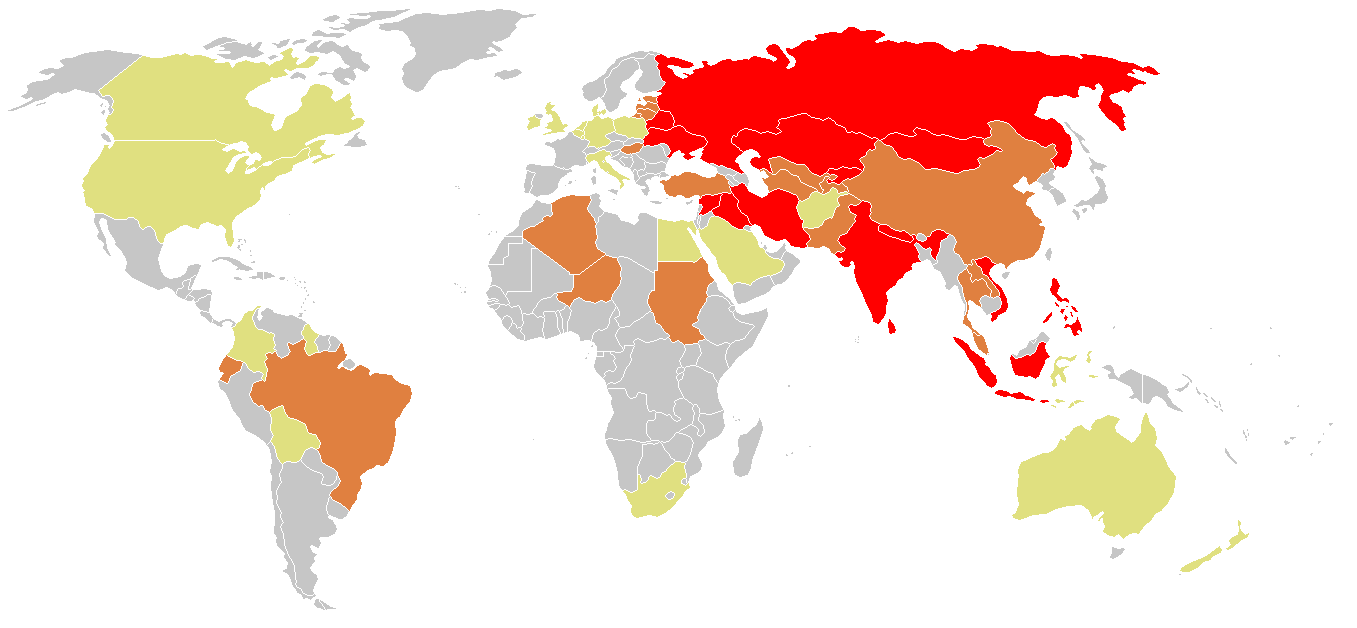
Graças a campanhas de vacinação, em 2003, 95% da população da grande São Paulo já estava imunizada.

Difteria vem do grego diphthera, literalmente "par de fitas em couro (cabedal)", uma alusão à pseudomembrana aderente vista no fundo da boca dos doentes, um nome escolhido pelo médico alemão Friedrich Loeffler em 1855.
A difteria foi, antes da era das vacinas, uma das doenças mais temidas e prevalentes, com epidemias mortíferas. Nos anos 1920, houve uma epidemia mundial que causou 13 000 a 15 000 mortes por ano só nos Estados Unidos. Sem tratamento, cerca de 40 a 50% das vítimas morriam por insuficiência respiratória, cardíaca ou renal.
O antídoto foi pela primeira vez desenvolvido pelo médico alemão Emil von Behring, cerca de 1890, pelo que ganhou o Prêmio Nobel da Medicina e Fisiologia. A vacina foi desenvolvida em 1894, pelo médico francês Émile Roux.
Os casos de difteria são de notificação obrigatória em quase todo o mundo. No Brasil, em 1990 foram registrados 640 casos. Já em 2007 ocorreram apenas 27 casos e 6 mortes, todos no Maranhão. É importante vacinar todo o país pois a difteria costuma ser trazida de outros locais todos os anos e é muito facilmente transmitida.